# Torre de Solsona
La Torre de Solsona es una torre de defensa aislada que constituye la avanzada del  castillo de Castellciutat, construida sobre una colina entre Castellciutat y Seo de Urgel. El cerro domina la totalidad de Seo de Urgel y fue un punto estratégico importante para la ciudad. Desempeñó un papel destacado en la defensa de la ciudad en 1714.
La torre a unos 500 metros del castillo, se edificó en posición avanzada. Es más ancha que alta, de forma rectangular y abovedada interiormente. Fue destruida y actualmente se encuentra en ruinas aunque el espacio está arreglado por la Escuela Taller de la Seo de Urgel y la preside una bandera que se renovará cada 11 de septiembre.
Es Bien de Interés Cultural desde 1988.
Plenamente vinculadas con el castillo encontramos cercanas las Torres de Solsona, el Fortín de la Paella y la Ciudadela de Castellciutat, cuartel militar construido a principios del siglo XVIII sobre la Torre Blanca en forma de dos medios baluartes con sus lados flanqueados por una torre hexagonal.

## El círculo de torres de defensa de la Seu d'Urgell

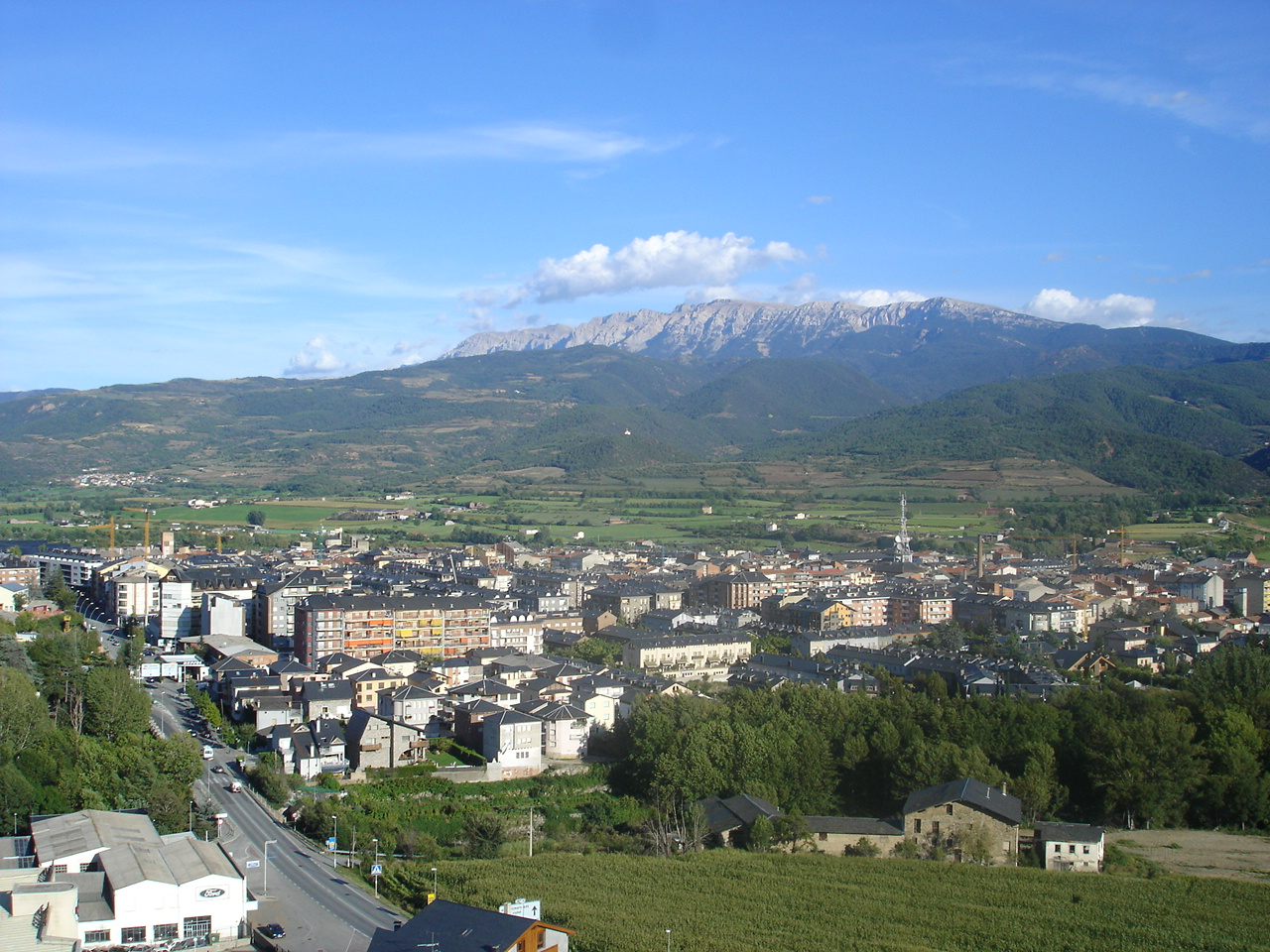
Vista de la Seo de Urgel desde la Torre de Solsona.

El conjunto o círculo de torres de defensa de la Seo de Urgel es un poco confuso. Hay constancia de la existencia de otra torre, llamada de la Palanca, la cual, por su nombre, podría estar ubicada cerca del río Segre. En todo caso hoy, no hay un solo resto de ella.

## La Torre Blanca
De todas las torres de defensa de la Seo de Urgel la mejor conservada es, sin duda, la llamada Torre Blanca. Aparte de su papel defensivo, siendo la más cercana a la Ciudadela, es más, estaba dentro del recinto militar, al tiempo que ha desarrollado otros papeles aparte del estrictamente militar.
Una vez obsoleta su función de defensa militar pasó a ser la cantina de los soldados del Regimiento de Cazadores de Montaña Arapiles nº 62. Años más tarde se convirtió en la capilla del mismo Regimiento.
De manera anecdótica hay que decir que la actual capilla (la Torre Blanca), sigue ejerciendo su función de capilla, pero ahora, como capilla de la Escuela Joviat de los Pirineos. Esta escuela, con sede en Manresa, rehabilitó las antiguas instalaciones militares, al tiempo que las reconvirtió en una escuela de mucho prestigio dentro del mundo de la hostelería.
En el transcurso de su etapa militar, un par de soldados artistas decoraron la columna central de la capilla de la Torre Blanca con cinco frescos de tipo románico que son dignos de ver.